# Mario Kovačević
Mario Kovačević (Doljani, 17. svibnja 1975.) hrvatski je nogometni trener i bivši nogometaš. Trenutačno je trener zagrebačkog Dinama. Kao igrač igrao je na poziciji veznog.

## Klupska karijera
Omladinsku karijeru započeo je kao devetogodišnjak u jablaničkoj Turbini. S 12 godina postao je igrač Sarajeva s kojim je osvojio kadetsko i pionirsko prvenstvo. Kao 17-godišnjak je prešao u Varteks iz Sarajeva. Sarajevo je napustio 1994. za vrijeme opsade grada.
U Varteksu je najprije igrao za juniore te je bio posuđen ludbreškoj Podravini, hodošanskoj Budućnosti i Belišću. Potom je igrao za Slaven Belupo, Međimurje, lendavsku Naftu, Nedelišće i tiranski Dinamo.
Od 2013. ponovno igra nogomet u Hrvatskoj. Nastupao je za županijske ligaše iz Varaždinske i Međimurske županije: Varaždin, Dinamo Apatija i Drava Kuršanec.

## Trenerska karijera
Trenersku karijeru započeo je u Nedelišću gdje je paralelno bio i igrač.
Postao je trener Međimurja 2008. nakon odlaska Stjepana Čordaša. Bio je trener Međimurja do 2009., a potom je bio trener Čakovca i bedeničkog Strmca kojeg je napustio 2011. kako bi postao pomoćni trener Varaždina.
Kasnije je ponovno bio trener Međimurja, pa trener Varaždina, Poleta iz Svetog Martina na Muri, ludbreške Podravine, ponovno Međimurja, pa pomoćni trener Mladosti iz Ždralova.
Dana 21. rujna 2021. ponovno mu je povjerena klupa tada drugoligaša Varaždina. U lipnju 2022., nakon što je vodio klub do promocije u najvišu ligu, ponovno je potvrđen za trenera Varaždina. Dana 10. studenog 2023., nakon što mu je dijagnosticiran rak pluća, klub je objavio da će nastaviti voditi prvu momčad do kraja sezone. Varaždince je napustio 3. prosinca kako bi bio podvrgnut operaciji. Dana 2. rujna 2024. vraća se trenerskom poslu, nasljeđujući Ivana Radeljića na klupi Slaven Belupa. Izabran je za trenera mjeseca HNL-a u studenom 2024., veljači 2025. i ožujku 2025. Pod njegovim vodstvom Slaven Belupo je u sezoni 2024./25. ostvario 5. mjesto u HNL-u i finale Hrvatskog nogometnog kupa. Dana 4. lipnja 2025. predstavljen je kao trener zagrebačkog Dinama. Svoju prvu službenu utakmicu kao trener Dinama vodio je 2. kolovoza kada je Osijek izgubio 0:2 u utakmici prvog kola HNL 2025./26.

## Vanjske poveznice
- Profil, HNS Semafor
- Profil, Transfermarkt